# Llista d'estats socialistes
En l'actualitat, diferents estats responen a la forma socialista, amb un grau d'adhesió variat.

## Estats socialistes
Els estats explícitament socialistes són:
- República Popular de la Xina (marxisme-leninisme i maoisme)
- República Socialista del Vietnam (marxisme leninisme)
- República Popular Democràtica de Laos (marxisme leninisme)
- República Popular Democràtica de Corea (estalinisme, Juche i Son Gun)
- República de Cuba (marxisme-leninisme, castrisme i bolivarianisme)
- República popular de Donetsk (Marxime nacional, socialisme estatista)

Cal remarcar que la Xina, el Vietnam i Laos han iniciat algunes reformes cap al bisistema econòmic, encara més reformista que la NEP de Lenin o la perestroika de Mikhaïl Gorbatxov seguint el socialisme amb característiques xineses.

## Declaració no explícita
Són estats que defensen el socialisme però que el socialisme no és explícit a les seves constitucions, estats democràtics governats per partits comunistes o estats en què el seu president tingui la voluntat de fer una nova constitució defensant el socialisme:
- República Bolivariana de Veneçuela (bolivarianisme i marxisme-leninisme)
- Estat Plurinacional de Bolívia (bolivarianisme i marxisme-leninisme)
- República de l'Equador (bolivarianisme i marxisme-leninisme)
- República de Nicaragua (bolivarianisme, sandinisme i marxisme-leninisme)
- República Federal Democràtica del Nepal (maoisme)
- Regne de Cambodja (marxisme leninisme)
- República Popular de Mongòlia (marxisme leninisme)
- República del Congo (socialisme africà i Marxisme leninisme), entre d'altres.

També són socialistes algunes repúbliques ex-soviètiques que van decidir conservar el sistema. N'és un exemple  Belarus (marxisme leninisme). També s'ha de remarcar que  Transnístria (marxisme leninisme), que no està reconegut independent per la totalitat de la comunitat internacional, també és socialista.